# Aliança de Hong Kong em Apoio a Movimentos Democráticos na China
A Aliança de Hong Kong em Apoio a Movimentos Democráticos na China (em inglês: Hong Kong Alliance in Support of Patriotic Democratic Movements in China) é uma organização pró-democrática que foi estabelecida em 21 de maio de 1989 na então colônia britânica de Hong Kong com o objetivo de apoiar movimentos democráticos na China, para por fim à ditadura de partido único estabelecida pelo Partido Comunista da China, e construir um país democrático. Tornou-se o maior grupo de defesa da democracia sediado em Hong Kong. Foi presidido pelo ativista Szeto Wah até sua morte em janeiro de 2011.
A crescente pressão das autoridades de Hong Kong, que os observadores acreditam ter sido instigada pelo governo central, deu origem a especulações em agosto de 2021 de que a Aliança seria dissolvida como outras organizações pró-democracia haviam feito. Quatro membros da Aliança, incluindo a vice-presidente Chow Hang-tung, foram presos em 8 de setembro, após ter rejeitado um pedido da polícia para cooperar em uma investigação sobre a alegada atuação como um "agente de forças estrangeiras", um crime sob o governo de Hong Kong lei de segurança nacional.